# Topløshed
Topløshed er betegnelsen for nøgen kvindeoverkrop med bare bryster, hvor brystvorterne og areola er synlig. Hvor offentlig topløshed anses som normal og naturlig i flere samfund i Afrika og i det sydlige Stillehav, anses det for at være uanstændigt og bryde et nøgentabu flere steder i den vestlige verden. I Danmark er det som udgangspunkt ikke forbudt at være topløs i det offentlige rum, men det er dog mest almindeligt på strande og i parker, hvor det er socialt accepteret. Der kan være sammenhænge, hvor topløshed anses som værende upassende og derfor ikke er tilladt ifølge Ordensbekendtgørelsen.
Ordet "topløs" er tillægsord som i "topløs servering", "topløs kvinde", "topløs danserinde", "topløs solbadning", etc.
Betegnelsen "topløs" bruges også om åbne biler.

## Kulturel og juridisk accept
Grundet brysters stærke signalværdi som sekundære kønskarakteristika har mange  kulturer et tabu mod offentlig topløs visning af utildækkede kvindebryster. Det mandlige bryst og det uudviklede barnebryst er ikke omfattet af det.[kilde mangler] Forbuddet mod at være topløs i det offentlige rum er slækket, hvor kun kvinder har adgang som i saunaer, omklædnings- og baderum i sports- og svømmehaller. Forskellige kulturer har forskellige frirum, hvor det ikke er uanstændigt at vise bryster. Fx på stranden eller under solbadning i parker, mens det i samme kultur opfattes som uanstændigt at gå topløs på gaden etc. I nogle kulturer er det kun selve brystvorten og areola, der er tabu.
Offentlig visning af brysterne tolereres oftere i forbindelse med amning. I Danmark mener 77% at offentlig amning er acceptabelt. Mens resten mener, at utildækkede bryster er et tabu, der skal opretholdes.
Flere kvindegrupper ser det som et ligestillingsspørgsmål, fordi mænd og præpubertære piger har friere forhold end kvinder og teenagepiger, som de mener bliver udsat for kønsdiskrimination. I USA (topfree equality) og Sverige (Bara Bröst) arbejder for at kvinder skal have ret til at være topløse, hvor mænd må være topløse. I 1992 vandt de en sejr, da en appelret i delstaten New York dømte, at statens regler om uanstændig blottelse ikke forbød kvinder at gå med bare bryster, og som førte til at en kvinde i 2007 fik tilkendt erstatning for uretmæssig arrestation efter at have været tilbagehold for at gå topløs på gaden i New York. Derimod tabte kvindelige aktivister en sag i Sverige, efter de blev bortvist fra en svømmehal i Uppsala hvor de havde badet topløse. Den 18. december 2007 gennemførte en feministgruppe en topløs aktion i svømmehallen DGI-byen for at få lov til at bade topløse som mændene. DGI-byen lod denne gang kvinderne bade topløse på trods af, at der under normale omstændigheder kræves, at kvinder bader i badedragt eller bikini, og DGI-byen vil ifølge pressechef Lisbeth Juhl overveje at ændre reglerne, så det vil blive tilladt kvinder at bade topløse.
Nogle gange bliver visning af bryster i rum brugt i forbindelse med protestdemonstrationer, eventuelt kombineret med visning af andre tabubelagte kropsdele.
I Danmark er offentlig visning af utildækkede bryster juridisk omfattet af normalpolitivedtægtens § 5 der siger:
"Det er forbudt på eller ud til en vej eller andre steder, hvortil der er almindelig adgang, at vise uanstændig opførsel, f.eks. ved uanstændige ord eller handlinger, ved uanstændig blottelse af legemet eller ved at opfordre til utugt".
Den præcise definition af "uanstændig blottelse af legemet" er et fortolkningsspørgsmål, der generelt er løsnet i løbet af det 20. århundrede både ang. kropsdele og sammenhænge.

## Topløs i kunstsammenhæng
Topløse kvinder er et ofte gentaget kunstnerisk tema. 
- minoisk Slangegudinde. Minoisk kultur er kendt for flere afbildninger af topløse kvinder.
- Venus fra Milo. Oldgræsk statue fra omkring 1. århundrede f.Kr.
- Topløs "Frihed" i Mariannes skikkelse viser det franske folk vej til frihed. Maleri af Delacroix
- Den græske jagtgudinde Arthemis af Gaston Casimir Saint-Pierre
- Topløs kvinde. Af Jules Joseph Lefebvre
- To kvinder. Af Paul Gauguin
- Blonde kvinde med bare bryster. Af Edouard Manet
- Sorthvidt billede fra slutningen af det 19. århundrede